# ゲッセマネの祈り (エル・グレコ、オハイオ)
『ゲッセマネの祈り』（ゲッセマネのいのり、西: La oración en el huerto、英: The Agony in the Garden) は、ギリシア・クレタ島出身のマニエリスム期のスペインの巨匠エル・グレコが1590-1595年に制作したキャンバス上の油彩画である。『新約聖書』の「共観福音書」に記述されているイエス・キリストの捕縛に先立つ逸話「ゲッセマネの祈り」を主題とする画家の一連の作品のうちの1つである。構図においては、前例を見ない画家の独創性を物語っている。作品は、米国オハイオ州にあるトレド美術館に所蔵されている。　

## 主題
「ゲッセマネの祈り」、または「オリーブ園での祈り」の名で知られる逸話は「共観福音書」 (「マタイによる福音書」、「マルコによる福音書」、「ルカによる福音書) に記述されている。最後の晩餐の後、ユダによる裏切りを知ったキリストは、エルサレムの郊外オリーブ山の麓にあるゲッセマネに弟子たちを連れていき、ペテロ、ヤコブ、ヨハネ (使徒)とともに園の中に入る。キリストは3人に祈るように命じて、自分は近くに跪き、「父よ、みこころならば、どうぞこの杯 (神の裁き、または怒り) を取りのけてください。しかし、わたしの思いではなく、みこころがなるようにしてください」と祈る。その時、天使が現れ、キリストを力づける。キリストは苦しみ悶えて、神に祈り、その汗は血の滴りのように地に落ちる。祈りの後に、キリストは、弟子たちが深く居眠りをしているのに気づき、深く悲しむ。そこへユダに率いられてた群衆がキリストを捕えにやってくる。

## 作品

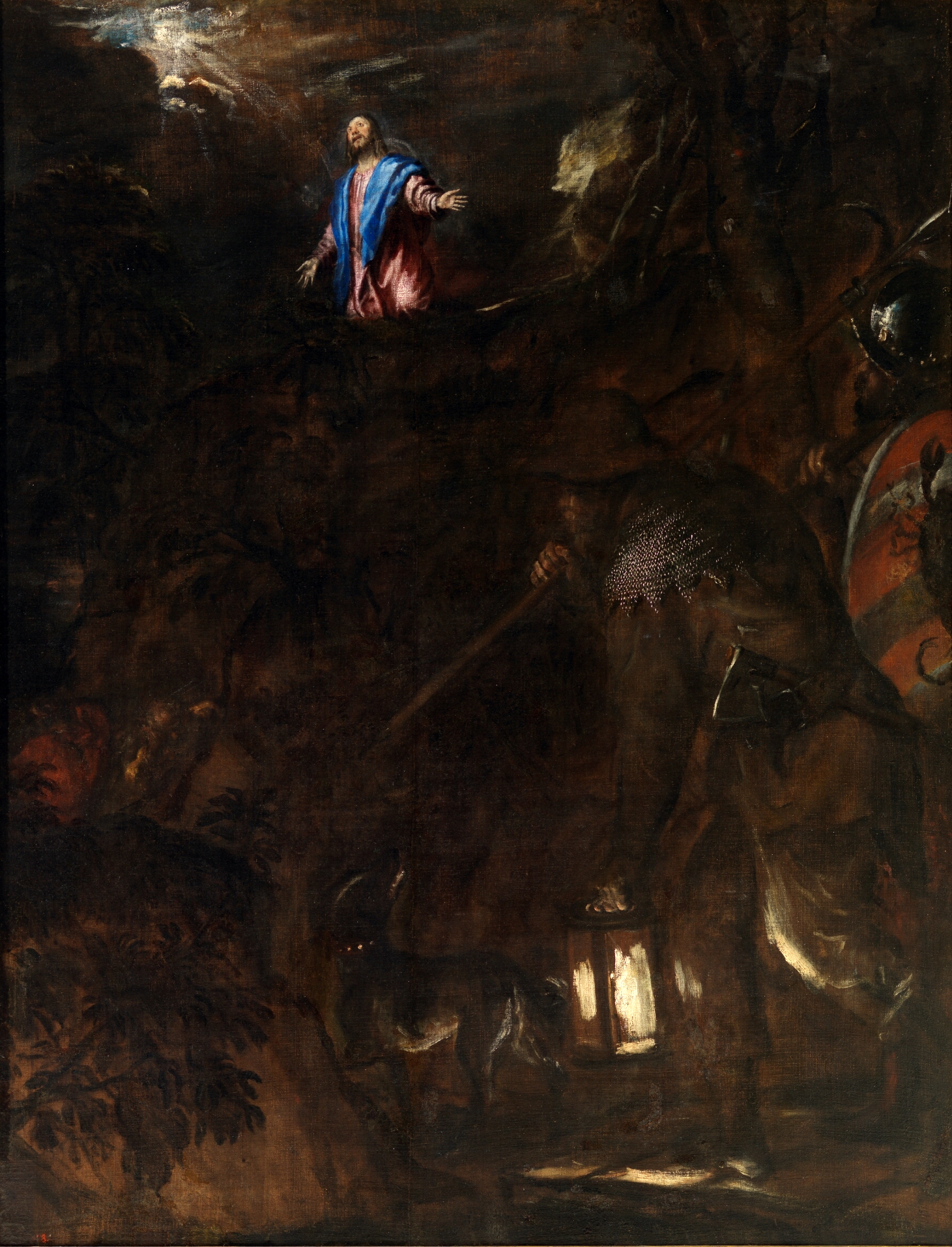
ティツィアーノ『ゲッセマネの祈り』(1562年)、プラド美術館

「ゲッセマネの祈り」の主題は、ビザンチン美術以降きわめて人気のある主題であり、特に16世紀ヴェネツィア派のほとんどの画家たちがこの主題の作品を残している。その中でもスペイン国王フェリペ2世によって注文され、完成後すぐにエル・エスコリアルに送られたティツィアーノの『ゲッセマネの祈り』(プラド美術館) はエル・グレコも知っていたはずである。
本作において、エル・グレコは「共観福音書」に描かれている常套的な場面設定を用いているが、一見して画家独自の世界を作り上げている。それは、極端に反自然主義的な構図ならびにそれぞれのモティーフの形態と色彩によるものである。この主題の作品では、一般に眠る弟子たちを画面の下方に描き、天から舞い降りる天使を仰ぎ見るキリストは画面上方に低い視点から描くのが普通である。ところが、本作では視点を空中に取り、天使を見るキリストの姿は正面に近い角度から捉えられている。天使はほとんど顔を見せず、斜め後ろから描かれている。そして、弟子たちは画面の下方ではなく、画面左中央、天使の乗る雲が楕円形の穴を開けて洞のようになったところに描かれている。福音書に描かれた合理的な場面設定は、本作ではすべてが神秘的な空間の中に巻き込まれている。この図像はエル・グレコが創造したものであり、画家の独創性を物語ってあまりある。
特異な構図に加え、非現実的な色彩もこの作品の神秘的な世界を大いに盛り上げている。冷たく金属的ともいえるワイン・レッド、黄色、緑、青、紫、褐色、灰色の色面はたがいに混じり合うことなく見事な対比を見せ、エル・グレコの作品の中でもこれほどの表現力を持つものは稀である。なお、本作に描かれている草木の描写は非常に美しく、丁寧に描かれ、殺伐とした世界に一抹の潤いを見せている。

## エル・グレコの『ゲッセマネの祈り』

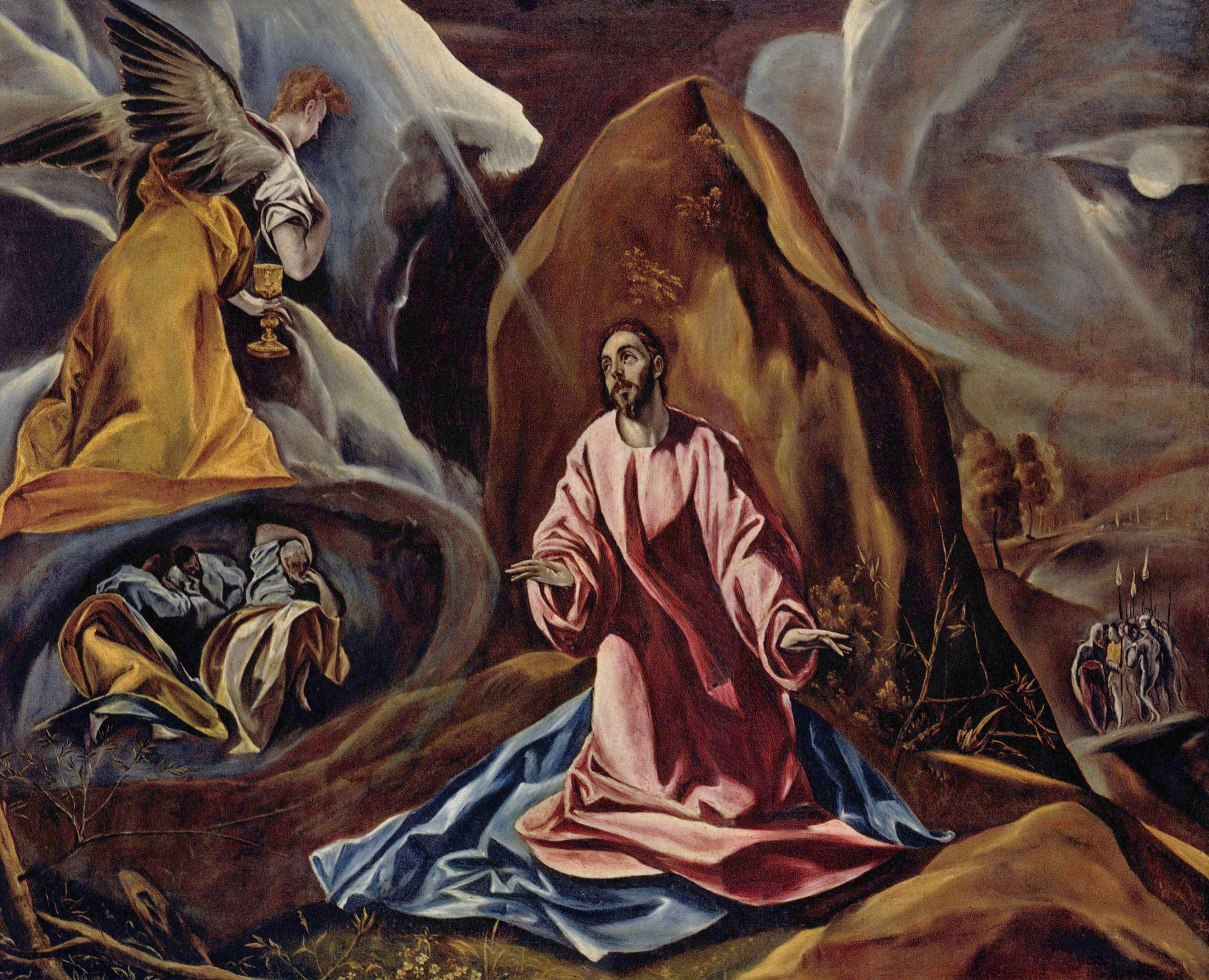
『ゲッセマネの祈り』（1590年頃）ナショナル・ギャラリー (ロンドン)
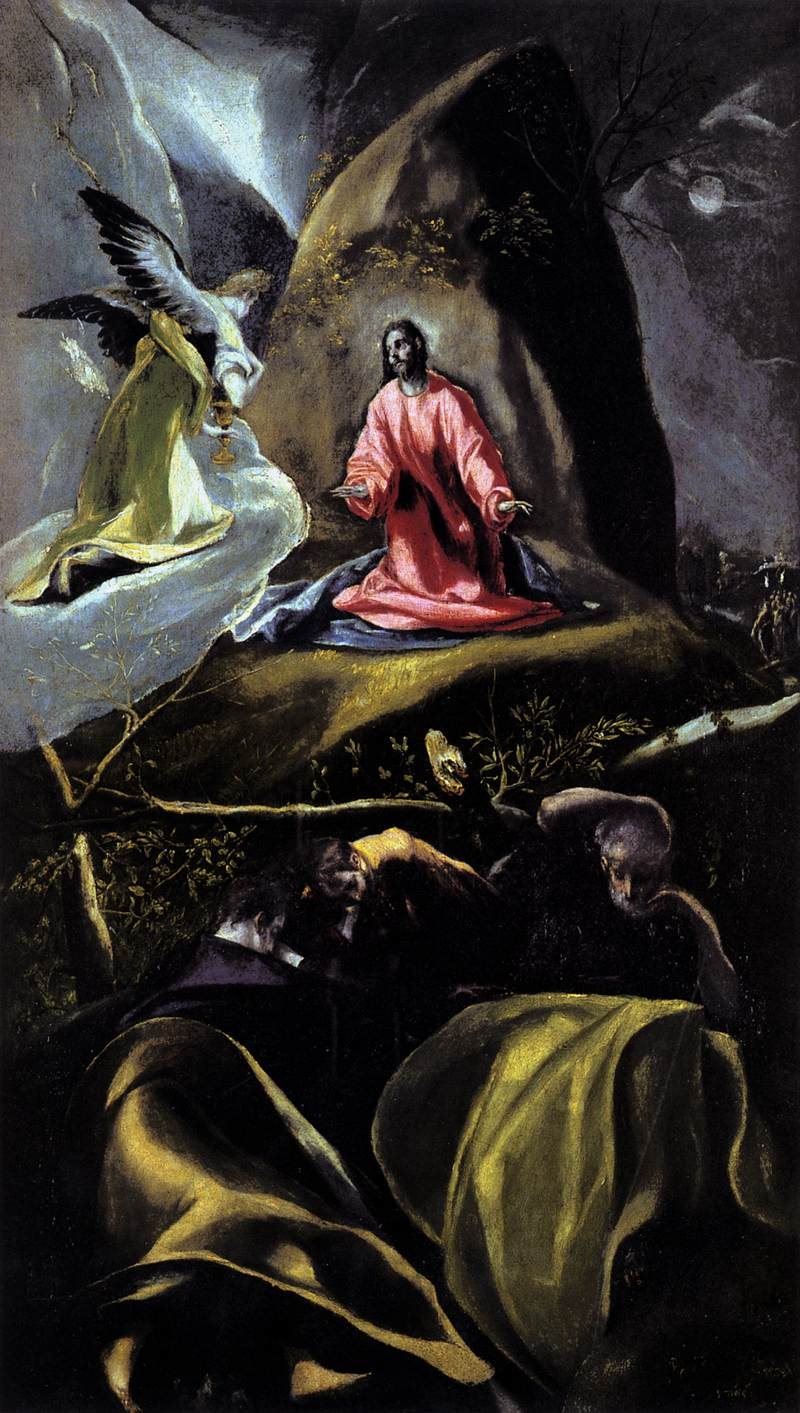
『ゲッセマネの祈り』（1603年頃）司教区美術館 (クエンカ)
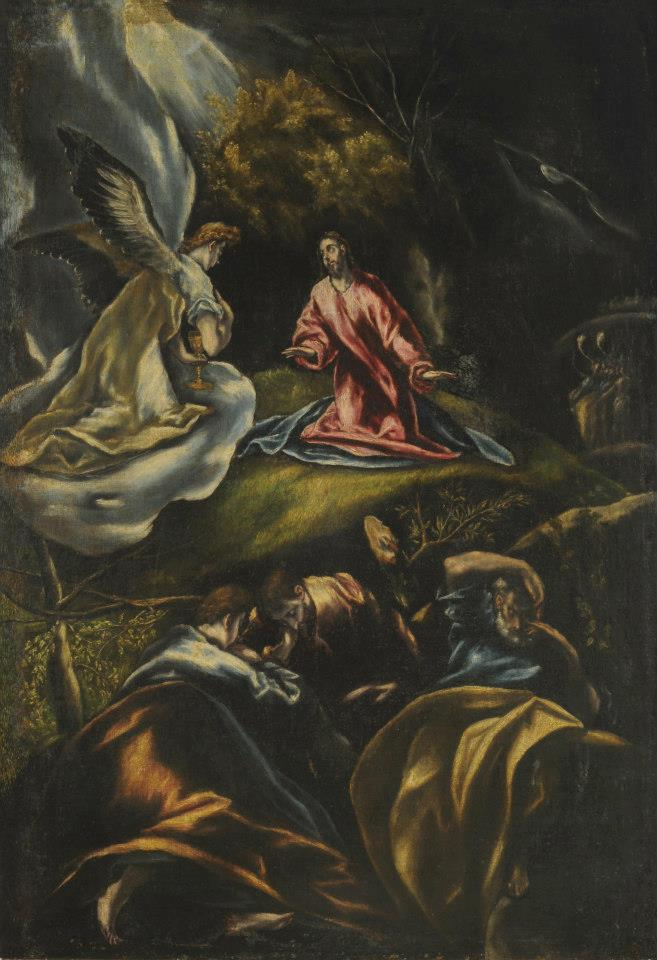
『ゲッセマネの祈り』（1604年頃）アルゼンチン国立美術館 (ブエノス・アイレス)
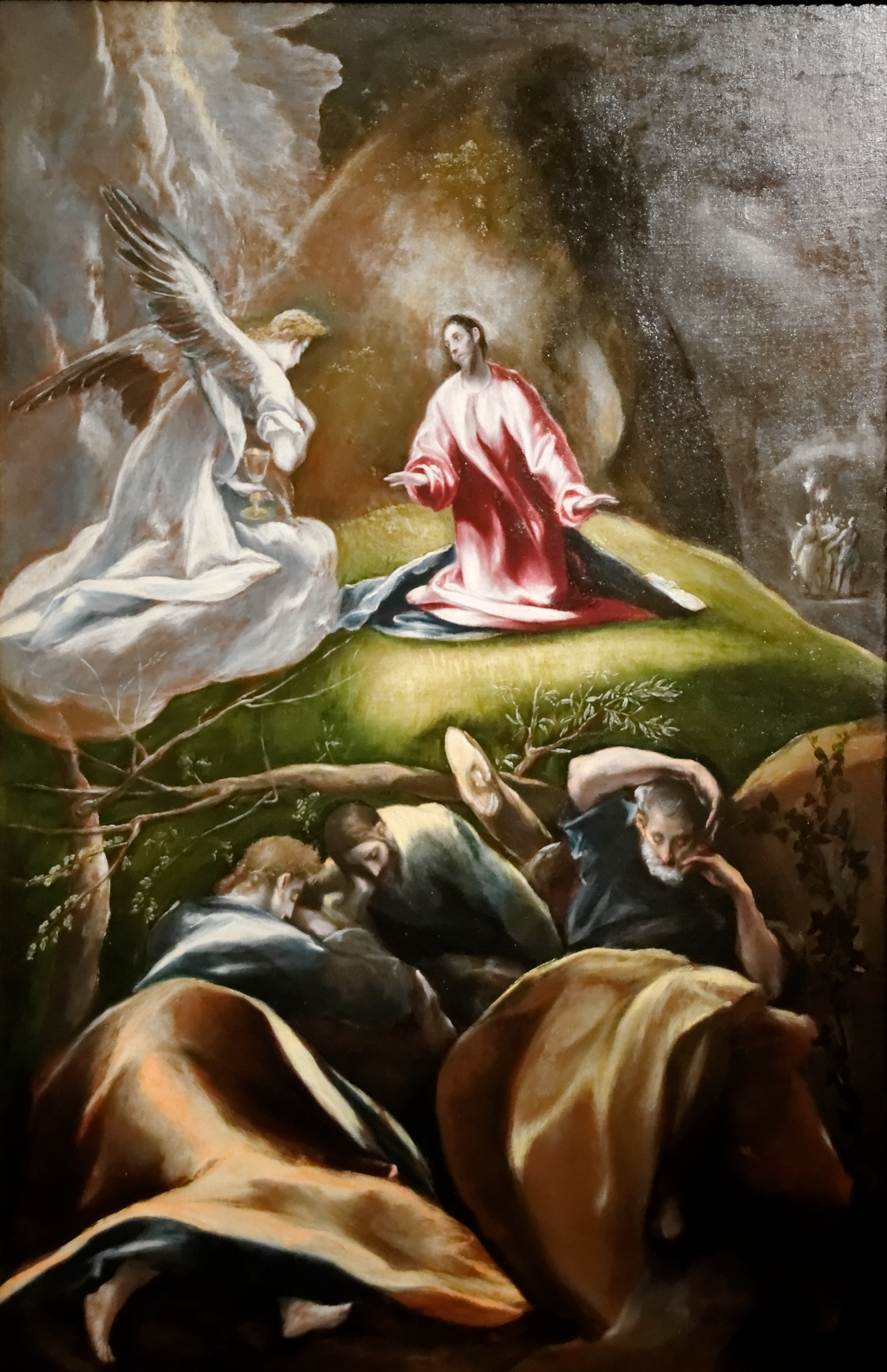
『ゲッセマネの祈り』（1611年頃）ブダペスト国立西洋美術館 (ブダペスト)